# Kissufim
Pentru filmul din 2023 cu același nume, vezi Kissufim (film)
Kissufim (în ebraică כִּסּוּפִים) este un kibuț din nord-vestul deșertului Negev din Israel. Situat lângă Fâșia Gaza, la o altitudine de 92 de metri deasupra nivelului mării, se află sub jurisdicția Consiliului Regional Eshkol. În 2022 a avut o populație de 279.

## Istorie
A fost înființat în 1951 de membrii mișcării sioniste de tineret din Statele Unite și America de Sud. Unul dintre fondatori a fost Ami Saull, care s-a născut în Manhattan în 1932 (nepotul lui Israel Galili și tatăl regizorului Dror Shaul⁠(d)). 
Kissufim face parte din blocul Shalom al așezărilor israeliene menit să asigure granița de sud a Israelului cu Fâșia Gaza de numeroasele infiltrații palestiniene fedayeen. Guvernul a finanțat camere din beton armat pentru fiecare casă, ca adăposturi anti-bombe.
În 1999, Dror Shaul, care s-a născut și a crescut în Kissufim, a filmat o comedie satirică, Operațiunea Bunica, bazată pe viața în kibuț.
În timpul masacrului de la Kissufim din 2023, 8 rezidenți și 6 lucrători străini au fost uciși în kibuț.

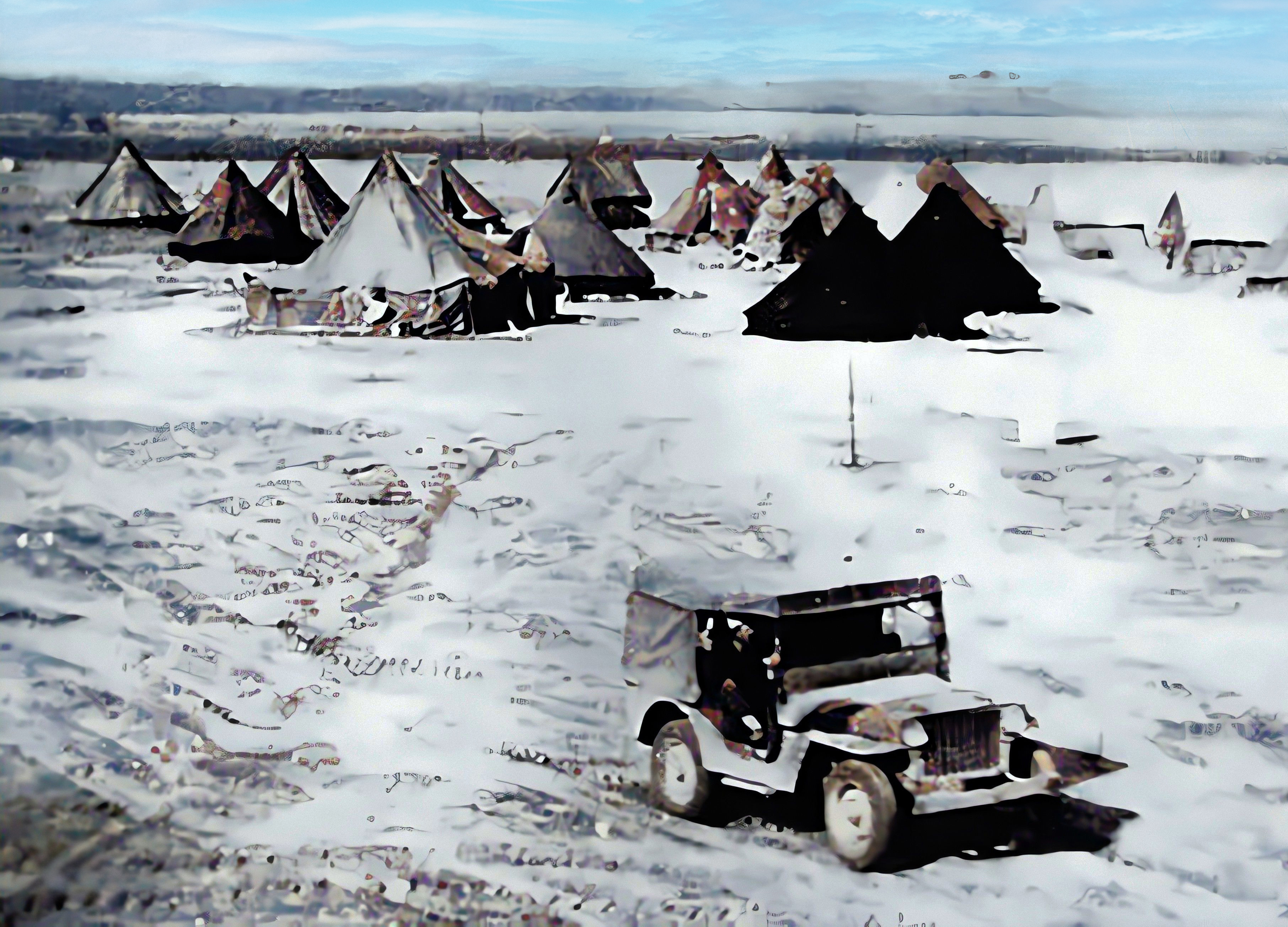

## Economie
Economia kibuțului se bazează pe producția de lapte, creșterea păsărilor de curte, plantații de citrice și o livadă de avocado care constituie una dintre sursele principale de venit ale kibuțului. Kissufim a avut o fabrică care producea rame din plastic pentru ochelari.
Lactaria Kissufim are 380 de vaci cu o producție medie de lapte de 12.800 litri.

## Arheologie
Tell Jemmeh este un sit arheologic important situat la aproximativ 5 kilometri est-nord-est de Kissufim, pe malul sudic al pârâului HaBesor⁠(d). În iunie 1977, un tractorist care pregătea un câmp nou a descoperit mozaicuri despre care se crede că fac parte din podeaua unei biserici bizantine de la mijlocul secolului al VI-lea. Conform arheologilor, ar fi fost construită pe planul unei bazilici creștine timpurii în timpul domniei lui Constantin în 313.
În kibuțul Kissufim se află un muzeu de arheologie care prezintă obiecte descoperite în zonă.
În 1961, lângă Kissufim a fost descoperit un fragment de piatră care are o inscripție în ebraică. Inscripția menționează cursul preoțesc al lui Petaḥia. Se crede că datează din secolul al V-lea sau al VI-lea.

## Trecerea Kissufim
Trecerea din apropiere în Fâșia Gaza, numită după kibuț, a fost principala rută de trafic în blocul de așezări israeliene Gush Katif⁠(d). 
A fost închisă definitiv traficului civil israelian la 15 august 2005, ca parte a planului de dezangajare în Gaza. Ultimul soldat israelian a părăsit Fâșia Gaza și a închis poarta în zorii zilei de 12 septembrie 2005, completând retragerea israeliană din Fâșia Gaza.

## Personalități
- Avihu Medina, compozitor, aranjor, compozitor și cântăreț
- Dror Shaul⁠(d), regizor